# Sam Hewson
Sam Hewson (Bolton, Inglaterra, 28 de noviembre de 1988) es un futbolista inglés. Juega de volante y su equipo actual es el UMF Grindavík de la Úrvalsdeild. 

## Trayectoria
Nacido en Bolton, Hewson comenzó su carrera en el club local, AFC Bolton, a los 8 años. Jugó dos partidos para el equipo antes de ser descubierto por las divisiones inferiores del Manchester United. Un año más tarde le ofrecen un lugar en la Academia del Manchester United, donde comenzó su formación en el club a pesar de tener menos de 10 años.
Hewson empezó a jugar para el Manchester United sub-17, donde anotó goles durante la temporada 2003-04. La temporada siguiente juega en la sub-18, donde sólo jugó un partido. Firmó un contrato en prácticas con el United en el verano de 2005, y se convirtió en un jugador regular en la sub-18 durante la siguiente temporada, jugando en 28 partidos, entre ellos, 4 en la Copa FA Juvenil. También hizo su debut como reserva el 26 de septiembre de 2005, sustituyendo a Markus Neumayr contra Newcastle United.
En la temporada 2006-07, Hewson fue nombrado como el capitán del Manchester United sub-18 en virtud de sus 26 apariciones en el equipo, incluidos 8 apariciones en la Copa FA Juvenil. La temporada siguiente, firmó su primer contrato profesional y se convirtió en una reserva en el equipo, jugando en 22 partidos en todas las competiciones. Después de ser entregado en el primer equipo, también recibió su primer gusto en el primer equipo el 12 de diciembre de 2007, cuando fue nombrado como suplente en un partido contra la Roma en la fase de grupos de la Liga de Campeones. También ayudó en el equipo de reserva para la final de la Copa Superior de Mánchester, contra Bolton Wanderers, y en la Copa de Lancashire Superior, superando al Liverpool.
Continuó en el equipo de reserva en 2008-09, hasta que en enero de 2009 fue cedido al Hereford United durante tres meses. En el Hereford United hizo su debut en una victoria 5-0 sobre Oldham Athletic el 17 de enero de 2009, pero fue sustituido en el minuto 79. Anotó su primer gol en el Hereford en la derrota contra el Stockport County (4-1). En el próximo partido anotó dos veces contra el Hereford Cheltenham (3-2).

## Selección nacional
En febrero de 2007 hizo su debut en la Inglaterra Sub-19 para el amistoso contra Polonia. Desde entonces ha realizado presentaciones para la Inglaterra Sub-19, jugando contra Turquía y Austria, así como jugar en el Campeonato Europeo de la UEFA sub-19 en 2007.

## Clubes
| Club              | País       | Año           |
| ----------------- | ---------- | ------------- |
| Manchester United | Inglaterra | 2007-2008     |
| Hereford United   | Inglaterra | 2008-2009     |
| Bury F. C.        | Inglaterra | 2009-2010     |
| Altrincham        | Inglaterra | 2010-2011     |
| Fram              | Islandia   | 2011-2013     |
| FH                | Islandia   | 2014-2016     |
| UMF Grindavík     | Islandia   | 2017-presente |